# Língua taushiro
Taushiro, também chamada Pinche ou  Pinchi, é uma  língua ameaçada de extinção, uma possível língua isolada da Amazônia peruana, proximidades do Equador. Em 2008, 2000 SIL registrava um único falante numa população étnica de 20 pessoas.
A língua foi documentada nos anos 70 (Séc.XX) por Neftalí Alicea. Conforme notas de Tovar (1961), Loukotka (1968) e Tovar (1984), Taushiro se classificava entre as línguas zaparoanas, porém compartilhava muito de seu vocabulário com a língua candoshi e com a extinta língua omurano. Kafumann (1994) chegou a propor uma família Kandoshi-Omurano-Taushiro.

## Comparações lexicais
Alguns paralelos lexicais entre o taushiro e o tequiraca (Jolkesky 2016):
| Português  | Taushiro | Tequiraca |
| ---------- | -------- | --------- |
| eu         | u-       | kun-      |
| tu         | i-       | kin-      |
| ele/ela    | ja-      | jan-      |
| água       | βei      | wae       |
| anta       | xeʔhi    | saxe/sahi |
| árvore     | aβah     | awa       |
| banana     | antah    | alaha     |
| cesta      | ʧeʔhu    | haʔu      |
| chuva      | iʔʧo     | ihu       |
| duro       | aʔihin   | ahiri     |
| ovo        | keʔtu    | ate       |
| rede       | uʔne     | uni       |
| sangue     | aʔtaʔ    | arake     |
| ser humano | ʔãʔõ     | aʔɨwa     |

Alguns paralelos lexicais entre o taushiro e o leco (Jolkesky 2016):
| Português      | Taushiro         | Leco          |
| -------------- | ---------------- | ------------- |
| tu             | i                | ija           |
| chácara        | eiʔʧi            | iʧ            |
| madeira/árvore | aβaʔta ‘madeira’ | bata ‘árvore’ |
| mãe            | iɲo              | jo            |
| ouvir          | aʔkona           | ason-         |